# Почап (Ленінградська область)
Почап (рос. Почап) — присілок у Лузькому районі Ленінградської області Російської Федерації.
Населення становить 1093 особи. Належить до муніципального утворення Оредежське сільське поселення.

## Історія
Згідно із законом від 28 вересня 2004 року № 65-оз належить до муніципального утворення Оредежське сільське поселення.

## Населення
| 2007 | 2010  |
| ---- | ----- |
| 976  | ↗1093 |